# White Water
White Water – jednostka osadnicza w Stanach Zjednoczonych, w stanie Oklahoma, w hrabstwie Delaware.